# Helene Thomas Bennett

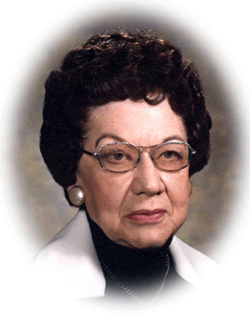
Helene Thomas Bennet

Helene Thomas Bennett (* 5. Juli 1901 in Raton, New Mexico; † 27. April 1988 ebenda) war eine US-amerikanische Bakteriologin und Geschäftsfrau.
Sie eröffnete 1926 das Yuma Clinical Laboratory in Yuma, Arizona, das zum zweitgrößten medizinischen Labor in Arizona wurde. 2011 wurde sie posthum in die “Arizona Women’s Hall of Fame” aufgenommen.